# Castlehill (Glasgow)
Castlehill ist eine Villa in der schottischen Stadt Glasgow. 1970 wurde das Bauwerk in die schottischen Denkmallisten in der höchsten Denkmalkategorie A aufgenommen.

## Beschreibung
Die Villa wurde um 1870 für den Kaufmann Robert Young erbaut. Für die Planung zeichnet das Brüderpaar Alexander und George Thomson verantwortlich.
Castlehill steht an der Nithsdale Road im südlichen Glasgower Stadtteil Pollokshields. Die ein- bis zweistöckige Villa ist im markanten thomsonschen ägyptisch-griechischen Stil ausgestaltet. Sie besitzt einen unregelmäßigen Grundriss und ist nicht symmetrisch aufgebaut. Das Mauerwerk besteht aus behauenen und polierten Steinquadern. Verschiedentlich sind Fenster mit Pilastern geschmückt. Zu beiden Seiten gehen flache Anbauten ab. Die weit überhängenden, schiefergedeckten Dächer weisen eine flache Neigung auf. Castlehill weist zahlreiche gestalterische Parallelen mit der nebenliegenden Thomson-Villa Ellisland auf.